# Pepřový sprej

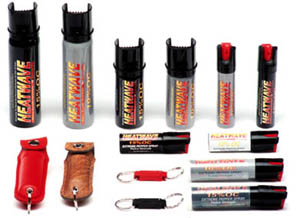
Malá balení pepřového spreje

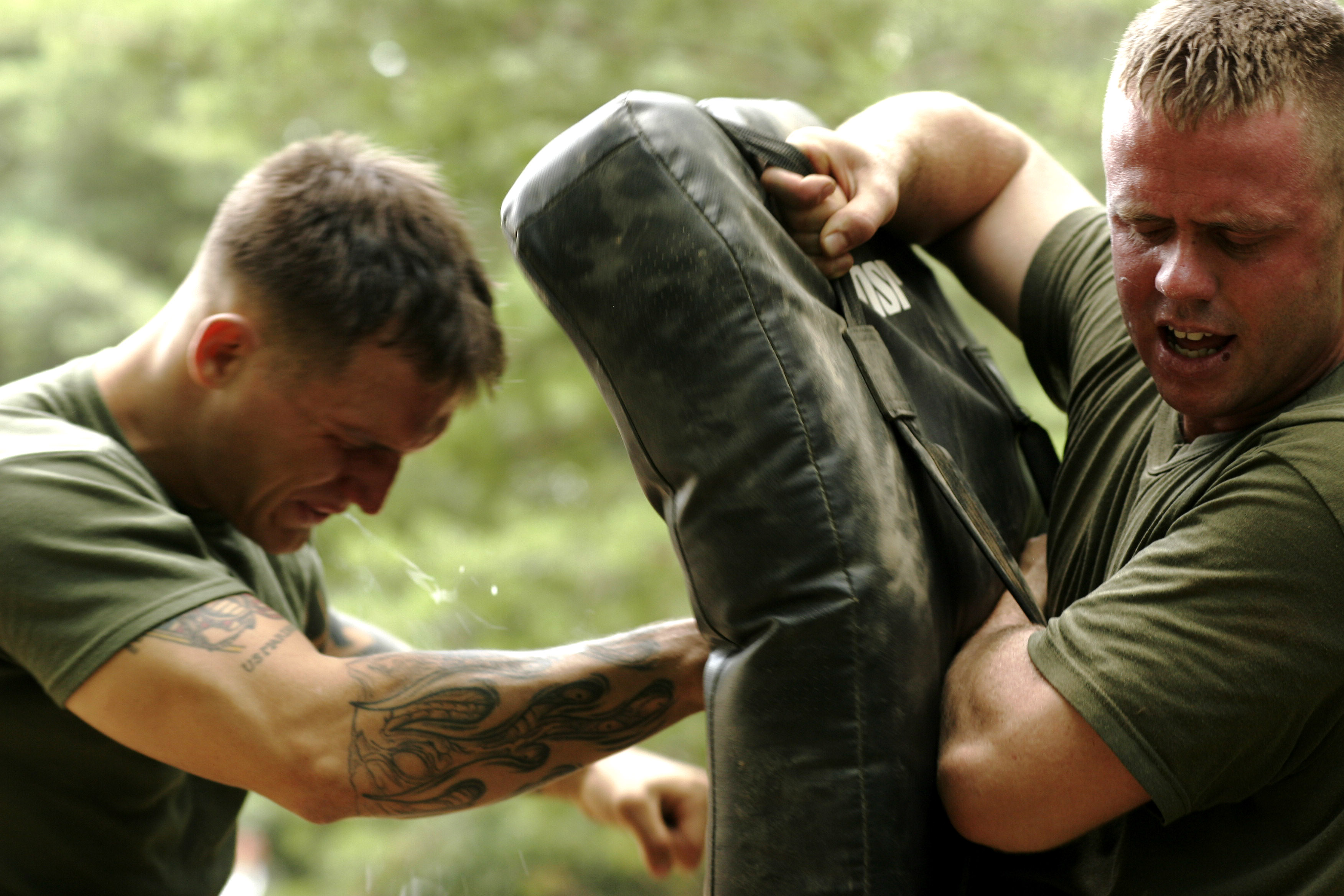
Námořní pěchota Spojených států amerických trénuje po zasažení pepřovým sprejem

Pepřový sprej (hovorově také pepřák nebo kasr) je nesmrtící obranný prostředek, který má protivníka dočasně paralyzovat. Způsobuje mu silné podráždění očí a dýchacích cest, kašel, případně i dočasnou slepotu.
Přestože není určený k zabíjení, je u některých úmrtí podezříván z toho, že k nim výrazně přispěl.[zdroj?] Podle Úmluvy o chemických zbraních nesmí být používán ve válce, neboť se jedná o látku používanou k potlačování nepokojů.

## Použití pepřového spreje
Pepřový sprej se často používá jako obranný prostředek při osobní sebeobraně (i proti agresivním psům a divokým zvířatům). Ozbrojené a bezpečnostní složky jej pak používají například ke zvládání demonstrací.
Obvykle má pepřový sprej podobu aerosolového rozprašovače s výstřikem ve formě proudu, mlhy, pěny nebo gelu. Objem sprejů určených pro osobní obranu se pohybuje od 15 ml do 100 ml. Na trhu jsou také pepřové spreje v podobě psacího pera, rtěnky nebo obranné spreje kombinované se svítilnou.

## Rozdělení pepřových sprejů
Pepřové a obranné spreje se vyrábí v několika různých variantách, které se liší mírou efektivity a způsobem zacházení.
Dělíme je na:

### Aerosol - mlha (FOG spreje)
Obranné spreje typu mlha mají kratší dosah, avšak dovedou zasáhnout větší prostor. Jeho využití je vhodné především při obraně z krátké vzdálenosti, cca na dosah ruky.

### Tekutá střela (JET)
Jedná se o obranné spreje, které mají nejdelší dosah. Můžete tak útočníka zasáhnout ze vzdálenosti až 4 metrů, avšak u tohoto typu obranných sprejů je zapotřebí mířit přesněji, nežli například u sprejů typu FOG.

### Pěna nebo gel
Tento typ obranných sprejů se vyznačuje vysokou efektivitou na krátké a střední vzdálenosti při obraně. Pěna či gel účinkují již při styku s pokožkou. Člověk většinou zareaguje tak, že chce pěnu/gel odstranit okamžitě z těla holýma rukama, čímž dojde k ještě intenzivnějšímu účinku.

### Slzný plyn
Slzný plyn patří mezi mírnější obranné spreje. Dle složení může útočníkovi způsobit dočasné oslepnutí, pocit dušení nebo silný kašel v důsledku podráždění sliznic. Nevýhodou slzných plynů je skutečnost, že nemusí být účinné vůči osobám pod vlivem drog či osobám se sníženým prahem bolesti.
Slzné plyny není vhodné využívat v uzavřených prostorách, jelikož mohou účinkovat i na osobu, která je v pozici obránce.

## Složení pepřového spreje
Jeho hlavní aktivní látkou je kapsaicin získávaný z paprik, například z čili papriček, podle kterých sprej získal název — říká se jim také kajenský pepř. Kapsaicin je smíchán s vodou pomocí emulgátoru, nejčastěji propylenglykolu.